# Mike Grell

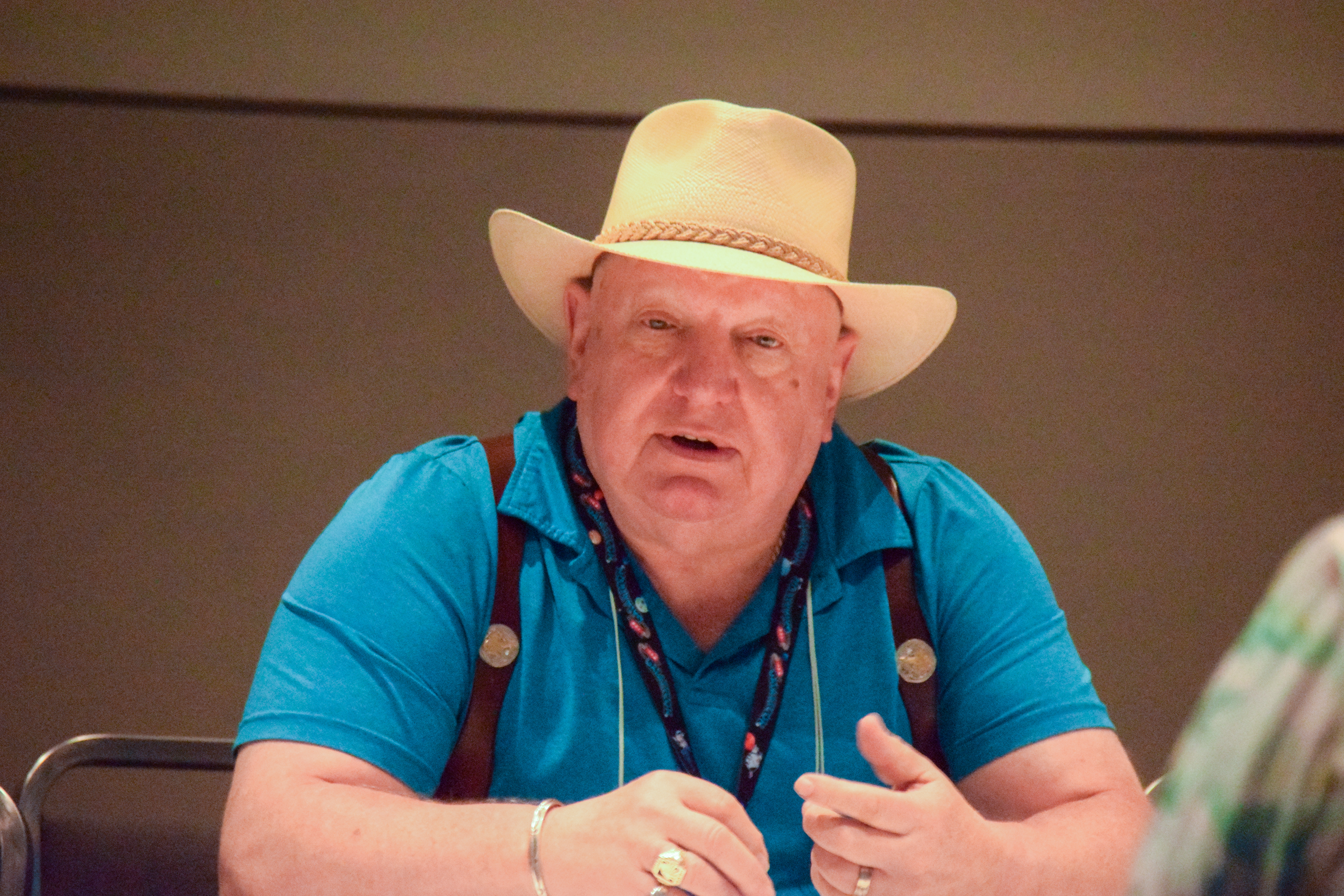
Mike Grell, 2022

Mike Grell (* 13. September 1947) ist ein US-amerikanischer Comicautor und -zeichner. Zu seinen bekanntesten Werken gehört die Warlord-Serie sowie die Neuinterpretation des Green Arrow.

## Leben und Arbeit
Nach dem Kunststudium an der University of Wisconsin–Green Bay und der Chicago Academy of Fine Art begann Grell, ab 1972 in der Comicbranche zu arbeiten. Sein erstes Engagement fand der dabei als Assistent von Dale Messick, mit dem er an dem Zeitungscomicstrip Brenda Starr arbeitete. 1973 siedelte Grell nach New York City über, wo er zunächst bei dem Comicverlag DC-Comics Arbeit fand. Dort wurde er zunächst der von Cary Bates verfassten Serie Superboy and the Legion of Super-Heroes als Zeichner zugewiesen, für die er bis in die späten 1970er Jahre tätig blieb.
1976 schuf Grell die Figur des amerikanischen Air-Force-Piloten Travis Morgan, der bei einem Flugzeugabsturz durch ein verstecktes Portal in der Arktis in die im Inneren der Erde gelegene Welt von Skartaris verschlagen wird. Dort, in einer Mischung aus Steinzeit, ritterlichem Mittelalter und einer an die Flash-Gordon-Geschichten gemahnenden Zukunft, erlebt er fortan unter dem Namen Warlord Abenteuer. Das Warlord-Konzept wurde nach einer Testgeschichte in First Issue Special # 8 vom November 1975 in den Mittelpunkt einer eigenen gleichnamigen Serie, Warlord, gestellt, die Grell bis Mitte der 1980er Jahre betreute. Die Serie war zeitweise eine der sich am besten verkaufenden Titel im Verlagsprogramm von DC, in Deutschland sind drei Bände der Warlord-Reihe bei Cross Cult erschienen.
Zur gleichen Zeit arbeitete Grell außerdem an Serien wie Aquaman, Batman und Phantom Stranger, sowie gemeinsam mit Dennis O’Neil an der 1976 neugestarteten Serien Green Lantern / Green Arrow. Vom 19. Juli 1981 bis 27. Februar 1983 schrieb und zeichnete Grell außerdem einen Tarzan-Comicstrip der damals sowie 2004 und 2005 in verschiedenen Tageszeitungen erschien.
Grells persönlichste Arbeit ist die Serie Jon Sable Freelance and Starslayer, die er für den Verlag First Comics schuf, jedoch die Rechte daran behielt. Die Serie handelt von einem ehemaligen olympischen Athleten und Großwildjäger, der sich als Söldner verdingt. 1983 gestartet erlebte die Serie eine Fernsehadaption und im Jahr 2000 eine Romanadaption, die von Grell selbst geschrieben wurde.
1987 schrieb und zeichnete Grell die Miniserie Green Arrow: The Longbow Hunters, die den Charakter dem Geschmack reiferer Leser anpasste: So bediente der Superheld sich nicht mehr humoristischer Trickpfeile, sondern normaler, spitzer Pfeile. Außerdem kämpfte Green Arrow fortan nicht mehr gegen überzeichnete Superschurken, sondern gegen Kriminelle wie Drogendealer, Serienkiller oder Waffenschmuggler, und der Held war bereit, seine Widersacher notfalls auch zu töten. Der nach Grells Auffassung alberne Name Green Arrow wurde nur mehr auf den Covern der Serie benutzt, während er in der Handlung niemals erwähnt wurde. Schließlich wurde Grell mit der Gestaltung der 1988 neugestarteten, monatlich erscheinenden, Green-Arrow-Serie betraut, die er bis 1993 betreute.
Weitere Arbeiten Grells waren die James-Bond-Miniserie Permission to Die, sowie die Autorenschaft für die Comicadaption zu dem Kinofilm Licence to Kill. 2002 bis 2003 arbeitete er für Marvel Comics an Iron Man. Ab 2009 setzte er Warlord für weitere 16 Hefte fort, es folgten zeichnerische Beiträge zu X-Men Forever und Green Arrow. Ende 2010 wurde er Chefredakteur bei Arden Entertainment.